# Helge Løvland
Helge Andreas Løvland (ur. 11 maja 1890 w Froland, zm. 26 kwietnia 1984 w Oslo) – norweski lekkoatleta, mistrz olimpijski.
Na igrzyskach olimpijskich w 1920 w Antwerpii zdobył złoty medal w dziesięcioboju, a w pięcioboju zajął 5. miejsce. Wcześniej, w 1919, ustanowił rekord świata w dziesięcioboju wynikiem 7786,92 punktów, który był jednak gorszy od rekordu Amerykanina Jima Thorpe’a (który został zdyskwalifikowany za naruszenie statusu amatora). Løvland ustanowił również trzy rekordy świata w pięcioboju w latach 1918-1919.
W 1919 otrzymał nagrodę Egebergs Ærespris za osiągnięcia w lekkoatletyce i gimnastyce. Jedenaście razy zdobywał tytuły lekkoatletycznego mistrza Norwegii: bieg na 110 metrów przez płotki w 1914, 1917, 1918, 1919 i 1920, pięciobój w 1918 i 1919, dziesięciobój w 1919 i 1920, skok w dal w 1919 i rzut dyskiem w 1920.